# Susanne A. Schneider
Susanne A. Schneider (* 20. November 1978 in Dortmund) als deutsche Neurologin und apl. Professorin an der Universitätsmedizin der Johannes Gutenberg-Universität Mainz tätig. Sie forscht zu neurologischen Bewegungsstörungen, der Parkinson-Krankheit, Dystonie und seltenen Bewegungsstörungssyndromen. Ihr Schwerpunkt ist die klinisch angewandte Genetik.

## Studium und akademischer Werdegang
Susanne Schneider studierte von 1998 bis 2004 Medizin an der Albert-Ludwigs-Universität Freiburg. Während des Studiums sammelte sie praktische Erfahrungen unter anderem an der Duke University, USA, dem UCL Queen Square Institute of Neurology, London, und dem Hôpital Pitié-Salpétrière, Paris.
Ihre Promotion schloss sie 2004 ab. Nach dem Studium begann sie ihre klinisch-wissenschaftliche Tätigkeit und Forschung am UCL Queen Square Institute, London, und schloss 2008 mit einem Ph.D. im Bereich Neurowissenschaften ab. An der Universität zu Lübeck schloss sie 2010 im Alter von 31 Jahren ihre Habilitation unter der Leitung von Christine Klein ab. 2012 beendete sie ihre Facharztausbildung zur Neurologin und wechselte an die Christian-Albrechts-Universität Kiel, wo sie ihre wissenschaftlichen Studien unter der Leitung von Günther Deuschl, unter anderem als stellvertretende Teilprojektleiterin des Sonderforschungsbereichs 855, fortsetzte. Im Oktober 2015 wurde sie zur außerplanmäßigen Professorin ernannt. Von 2016 bis 2025 war sie an der Ludwig Maximilians-Universität (LMU) Klinikum in München tätig, wo sie unter anderem im Rahmen des LMU Clinician Scientist Exzellenzprogramms gefördert wurde. Seit 2025 ist sie Teil der Konsortialführung von INSPIRE-PNRM+ an der Universitätsmedizin Mainz.

## Tätigkeit
Seit Beginn ihrer wissenschaftlichen Karriere beschäftigt sich Schneider mit den Bewegungsstörungen des Menschen. Ihr Schwerpunkt in der Forschung, Lehre und der medizinischen Versorgung ist die klinisch angewandte Genetik. Dabei beleuchtet sie auch Aspekte der reduzierten Penetranz und betrachtet die Fragestellung, inwieweit Genmutationen zur Entwicklung von neurodegenerativen Krankheiten führen können. Sie ist in verschiedenen Führungsgremien internationaler Fachgesellschaften vertreten. Dazu zählen etwa die International Parkinson and Movement Disorder Society (MDS) oder die International Association of Parkinsonism and Related Disorders (IAPRD). Sie ist Mitglied des International Scientific Advisory Boards des Czech National Institute for Neurology Research (NPO-NEURO-D), dient dem Roman Herzog Institut bei wissenschaftlichen Fragen und engagiert sich als Senior Research Advisor bei der Yuvedo Foundation.
Auf klinischer Seite ist und war sie Leiterin der klinischen Prüfung für Deutschland (National Coordinating Investigator) bei internationalen sponsor-initiierten klinischen Studien der Phase 2b und 3.

## Auszeichnungen (Auswahl)
- 2006: William Koller Memorial Fund Award für “outstanding and innovative clinical Research in the Field of Movement Disorders” der International Parkinson and Movement Disorder Society[13]
- 2009: David Marsden Award der Europäischen Dystoniegesellschaft[14]
- 2010: Forschungspreis Pro ZNS - Dr. med. Joachim Elbrächter[15]
- 2010: Oppenheim-Preis der Deutschen Dystoniegesellschaft[16]
- 2010: Empiris-Award der Empiris-Foundation[17]
- 2011: Jon Stolk Award in Movement Disorders for Young Investigators, American Academy of Neurology[18]
- 2013: Buch des Jahres - First Prize bei den 2013 British Medical Book Awards[19]
- 2018: Eugen Rehfisch Preis (Letztautor)[20]

## Veröffentlichungen (Auswahl)
Susanne Schneider ist Autorin von mehr als 195 Veröffentlichungen in internationalen peer-reviewed Zeitschriften und 30 Buchkapiteln (h-Faktor im h-Index: 49. Stand: Februar 2024). Sie ist Mitherausgeberin von fünf Monografien sowie diverser Fachzeitschriften wie etwa dem Journal of Neurology, Movement Disorders Clinical Practice, Clinical Parkinsonism Related Disorders oder dem International Journal of Molecular Sciences.
Monografien
- mit Ivan Donaldson, C. David Marsden, Kailash P. Bhatia: Marsden’s Book of Movement Disorders. Oxford University Press, 2012, ISBN 978-0-19-261911-2 (Book of the Year 2013 der British Medical Association)[25]
- mit Kailash Bhatia: Metal Related Neurodegenerative Disease, International Review of Neurobiology Vol. 110. Elsevier, 2013, ISBN 978-0-12-410502-7[26]
- mit José M. Tomás Bras: Movement Disorder Genetics. Springer International Publishing, Cham, 2015, ISBN 978-3-319-17223-1[27]
- mit Cynthia Comella: Leadership in Movement Disorders - Expert Advice and Crucial Career Moments. Springer, Cham, 2019, ISBN 978-3-030-12967-5[28]
- mit Sergiu Groppa: Translational Methods for Parkinson’s Disease and Atypical Parkinsonism Research. Springer, 2024, ISBN 978-1-0716-4082-1[29]

## Weiteres
Susanne Schneider ist die Tochter von Uwe H. Schneider. Sie hat einen Bruder. Verheiratet ist sie mit Holger Pils.